# آدرین منیگر
آدرین منیگر (انگلیسی: Adrien Ménager؛ زادهٔ ۱۰ مارس ۱۹۹۱) بازیکن فوتبال اهل فرانسه است.